# Nivell de condensació per convecció

Emagrama que mostra que T aixecada la longitud de la adiabàtica seca i a informe de barreja constant permet de trobar el NCC i, per tant, l'altura de la base d'un cúmulus

El nivell de condensació per convecció (NCC) és l'altura en l'atmosfera on el nivell de condensació ha arribat després de la convecció de l'aire de la superfície terrestre. Es distingeix així del nivell de condensació per ascenció on la condensació prové d'un aixecament mecànic de l'aire.
El NCC serveix per determinar l'altura de la base dels núvols convectius la qual cosa és important en camps tan divers com la planificació en aviació general, la previsió de les ascendents tèrmiques en Vol sense motor i el càlcul del potencial tempestuós.

## Principi
Una parcel·la d'aire reescalfat pel sòl esdevé menys densa que l'aire circumdant i s'eleva pel principi d'Arquímedes. A mesura que puja, es refreda adiabàticament. El vapor d'aigua continguda en el volum es transforma en gotetes quan la parcel·la arribat a la temperatura de saturació.
Després d'un dia assolellat, aquest nivell és el de la base dels núvols convectius que es desenvolupen. Es pot calcular utilitzant un diagrama termodinàmic com el tefigrama o l'emagrama, allà on la línia del gradient tèrmic adiabàtic sec, provinent de la temperatura de superfície prevista, troba la línia de la raó de barreja de l'aire elevat.

## Càlcul teòric i pràctic
La figura representa un diagrama termodinàmic que utilitza T la temperatura de l'aire al sòl, {\displaystyle T_{d}} el punt de rosada. S'intersecta la corba de barreja que parteix de .{\displaystyle T_{d}} i la corba adiabàtica seca que parteix de T. El punt d'intersecció correspon a l'altitud b de la base del núvol convectiu després d'un escalfament diürn. El càlcul teòric és complex, no obstant això, la FAA ha donat una fórmula aproximada:
{\displaystyle b=k\times (T-T_{d})} on k = 400 peus / ⁰C.

Per exemple si,{\displaystyle T-T_{d}=15^{0}C} llavors b= 400 peus / K × 15 K = 6 000 peus = 1,8 km.

## Utilitzacions
El nivell de condensació per convecció dona la base dels núvols en el moment de la reescalfament diürna. Permet doncs :
- D'estimar el límit superior de vol per un pilot a motor en vol visual i d'escollir un nivell de vol confortable  que és com a mínim 500 peus per sota dels núvols;
- Per un planeador preveure la longitud del vol planejat màxima entre dos tèrmiques ascendents (com més elevat és el NCC menys possibilitat hi ha de trobar-se un nova ascencent tèrmica) ;
- De calcular la temperatura on es desenvoluparan els núvols convectius amb la humitat ambient, i així preveure en quin moment de la jornada podria formar-se ruixats o tempestes.